# Booleroo Centre
Booleroo Centre – miasto w Australii, w stanie Australia Południowa.